# Friedrich Colin
Pour les articles homonymes, voir Colin.
 (janvier 2024).
La mise en forme du texte ne suit pas les recommandations de Wikipédia : il faut le « wikifier ».
Les points d'amélioration suivants sont les cas les plus fréquents :
- Les titres sont pré-formatés par le logiciel. Ils ne sont ni en capitales, ni en gras.
- Le texte ne doit pas être écrit en capitales (les noms de famille non plus), ni en gras, ni en italique, ni en « petit »…
- Le gras n'est utilisé que pour surligner le titre de l'article dans l'introduction, une seule fois.
- L'italique est rarement utilisé : mots en langue étrangère, titres d'œuvres, noms de bateaux, etc.
- Les citations ne sont pas en italique mais en corps de texte normal. Elles sont entourées par des guillemets français : « et ».
- Les listes à puces sont à éviter, des paragraphes rédigés étant largement préférés. Les tableaux sont à réserver à la présentation de données structurées (résultats, etc.).
- Les appels de note de bas de page (petits chiffres en exposant, introduits par l'outil «  Source ») sont à placer entre la fin de phrase et le point final[comme ça].
- Les liens internes (vers d'autres articles de Wikipédia) sont à choisir avec parcimonie. Créez des liens vers des articles approfondissant le sujet. Les termes génériques sans rapport avec le sujet sont à éviter, ainsi que les répétitions de liens vers un même terme.
- Les liens externes sont à placer uniquement dans une section « Liens externes », à la fin de l'article. Ces liens sont à choisir avec parcimonie suivant les règles définies. Si un lien sert de source à l'article, son insertion dans le texte est à faire par les notes de bas de page.
- La présentation des références doit suivre les conventions bibliographiques. Il est recommandé d'utiliser les modèles {{Ouvrage}}, {{Chapitre}}, {{Article}}, {{Lien web}} et/ou {{Bibliographie}}. Le mode d'édition visuel peut mettre en forme automatiquement les références.
- Insérer une infobox (cadre d'informations à droite) n'est pas obligatoire pour parachever la mise en page.

Pour une aide détaillée, merci de consulter Aide:Wikification.
Si vous pensez que ces points ont été résolus, vous pouvez retirer ce bandeau et améliorer la mise en forme d'un autre article.
Friedrich Wilhelm Karl Johann Colin (né le 25 juin 1844 à Landau in der Pfalz et mort après 1912) est un marchand et officier allemand. Il gagne en notoriété en établissant une éphémère colonie allemande à Kapitaï et Koba dans l'actuelle république de Guinée.

## Vie

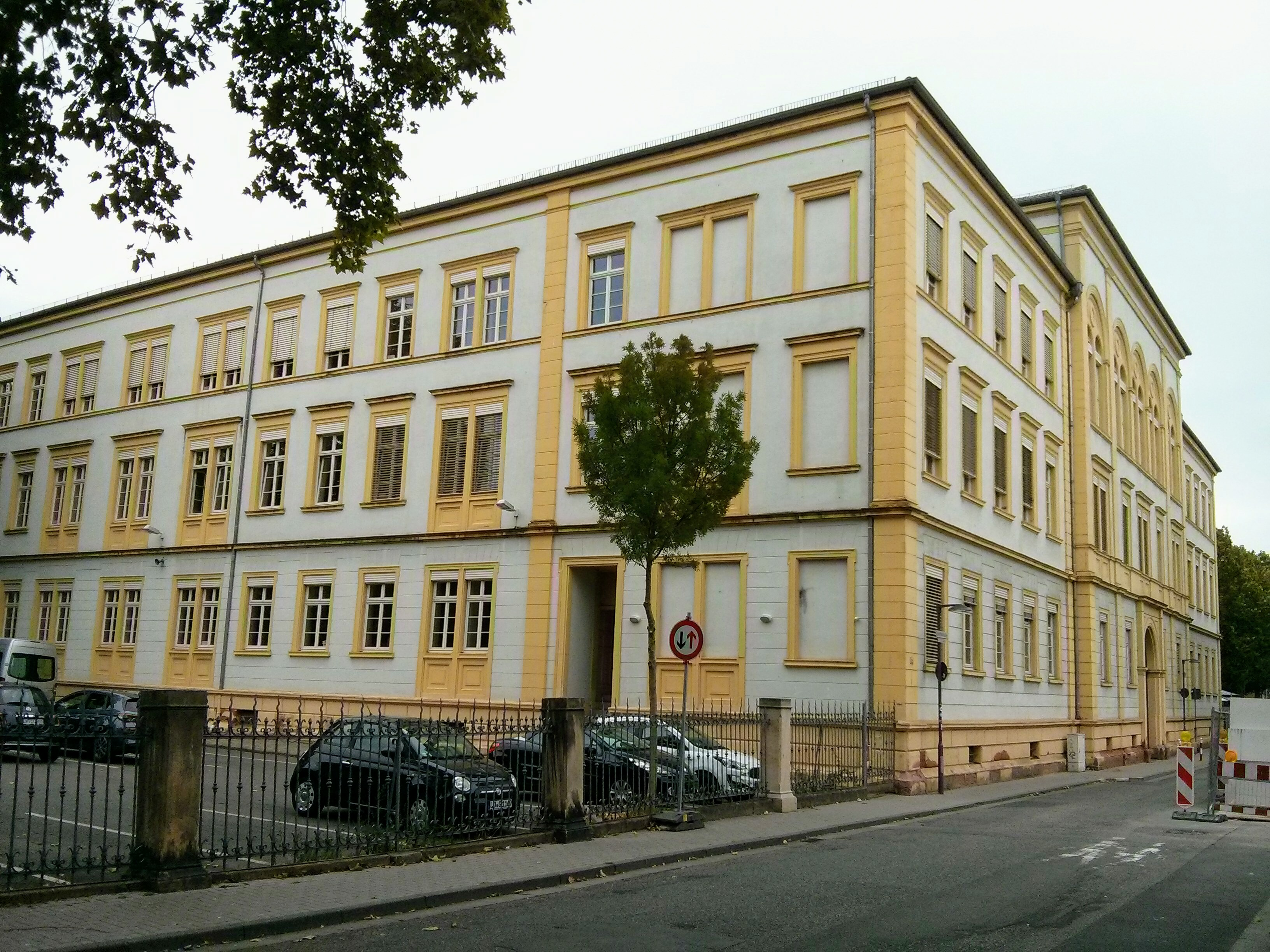
Ancien bâtiment du Otto-Hahn-Gymnasium (ancienne école agricole et commerciale) à Landau in der Pfalz

Friedrich Colin était le fils de la professeure de langues Célestine Marie Colin (1814–1873) d'Avranches,. Elle avait déjà quitté la France pour s'installer à Landau dans le Palatinat - qui faisait alors partie du royaume de Bavière, sur la rive gauche du Rhin - avant la naissance de son fils. Le père de Colin y donnait des cours de français et d'anglais à l'École latine royale bavaroise. Colin a fréquenté jusqu'en 1860 l'École royale bavaroise d'agriculture et de commerce (aujourd'hui Otto-Hahn-Gymnasium ).

### Agent commercial et indépendant
Colin  a travaillé de 1870 à 1882 pour la maison de commerce française CA Verminck, basée à Marseille, qui possédait des postes de traite sur la côte ouest-africaine entre Dakar et Freetown . Outre les ressortissants français, des Britanniques, des Allemands et des Suisses étaient également employés dans les branches commerciales. Colin a travaillé comme agent à Rufisque et sur l'île de Gorée, entre autres. Après avoir été licencié en 1882, Colin a travaillé comme producteur de pétrole à Besigheim dans le Wurtemberg et plus tard comme commerçant à Stuttgart. Il entame une correspondance avec le cofondateur de l'Association coloniale allemande Hermann von Maltzan . Il souhaitait acquérir des succursales en Sénégambie pour le Reich allemand et avait déjà pris contact avec des financiers à Francfort-sur-le-Main et à Stuttgart. Colin devait devenir en tant que consultant et leader du projet. Colin suggéra à Maltzan d'établir le plus rapidement possible une colonie allemande près de Conakry sur les rivières Dubreka et Foreakarea avant que d'autres puissances européennes n'en prennent possession. Colin essaie désormais de réaliser ses projets indépendamment de l'Association coloniale allemande. Grâce à la médiation de son frère Ludwig Christian Colin, directeur de la Banque associative du Wurtemberg, il obtient la participation financière de l'industriel de Stuttgart Gustav Siegle . Colin créa sa propre entreprise et fit construire un poste de traite à l'embouchure de Dubreka en septembre et octobre 1883, pour lequel il acheta un terrain à un dirigeant local nommé Bala Demba pour 1 260 Mark-or. L' usine dite Friedrich était située à Boulbiné, dans la péninsule de Tumbo, près de Conakry. Colin ne visita son poste de traite que brièvement en novembre 1883 et y envoya des employés allemands. Dès le début, l'un des principaux employés de l'entreprise de Colin était le Suisse Louis Baur, qui avait également été employé auparavant par CA Verminck et qui dirigeait désormais sur place les intentions commerciales et coloniales de Colin.

### «Colinsland» et la sociétégermano-africaine

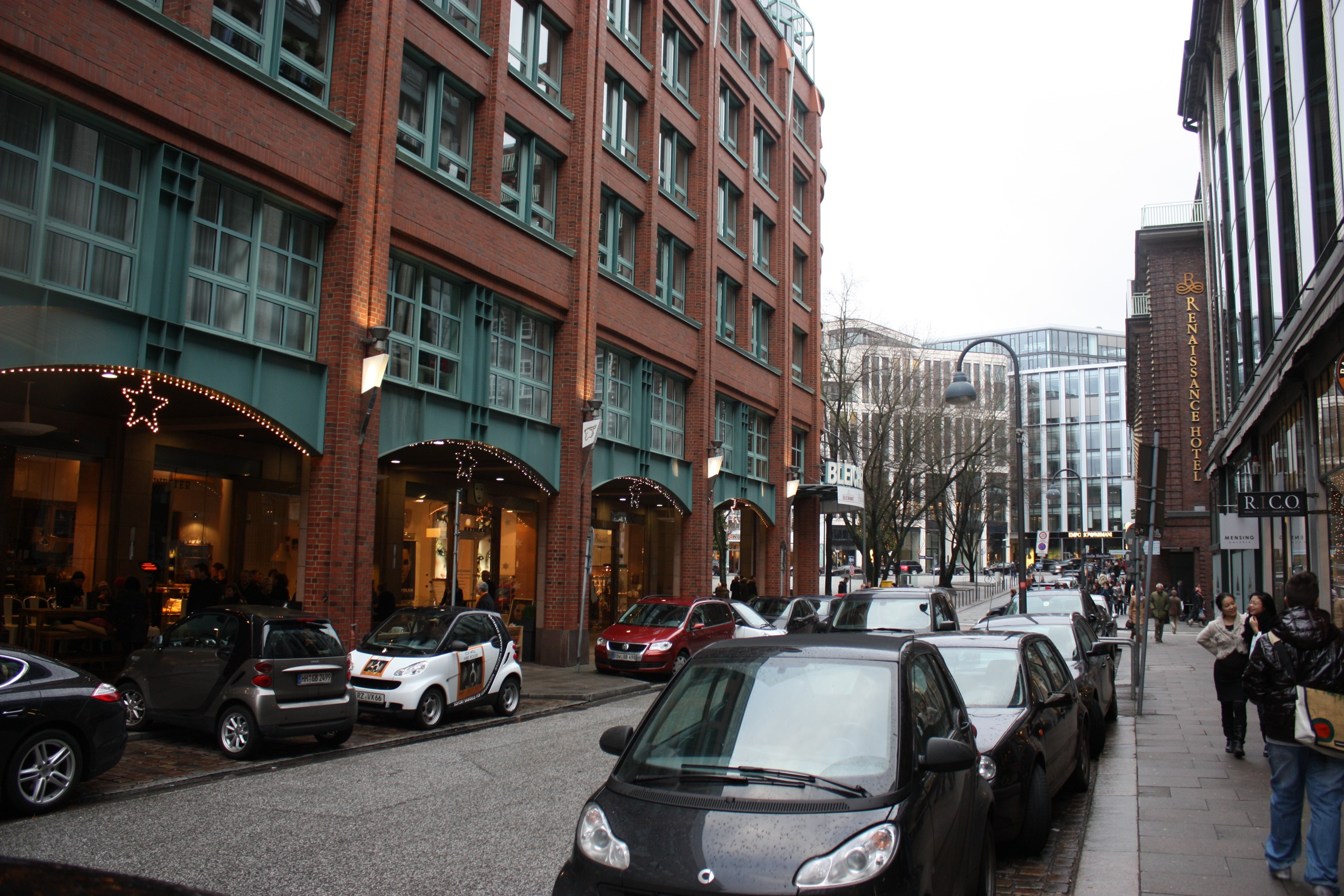
Le siège hambourgeois de la German-African Business Company se trouvait au Bleichenbrücke 25.

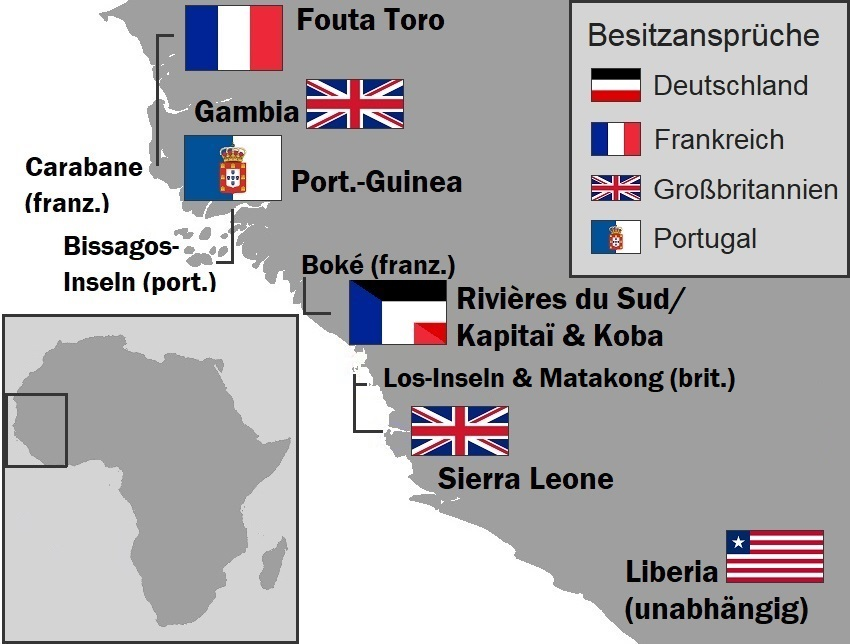
Revendications de propriété des États européens sur les régions côtières de l'Afrique de l'Ouest, vers 1885 : les Rivières du Sud ou Kapitaï et Koba étaient disputées entre la France et l'Allemagne

Dans le cadre du début du colonialisme allemand, Colin a tenté d'influencer le gouvernement du Reich et Otto von Bismarck pour que ses succursales soient officiellement placées sous protection allemande. Fin mars 1884, il rend publique sa demande en présentant le projet lors d'un événement organisé par l'association coloniale locale à Stuttgart . Sur la recommandation d'Hermann zu Hohenlohe-Langenburg, Colin fut reçu à Bismarck le 28 avril 1884 avec des marchands hanséatiques dont ː Adolf Lüderitz et Adolph Woermann . Les suggestions de Colin ainsi qu'une lettre d'amitié de Balla Demba à l'empereur allemand, que Colin a présentée à Berlin, ont été incluses dans les instructions destinées au nouveau commissaire du Reich pour l'Afrique de l'Ouest, Gustav Nachtigal. Mais lorsque Nachtigal et Max Buchner arrivèrent en Guinée en juin 1884 pour étayer leur demande d'amitié par un accord de protection grâce à la médiation de Baur, Balla Demba ne l'accepta pas. Colin tomba alors en disgrâce auprès de Bismarck et son projet devint temporairement un sujet tabou au ministère des Affaires étrangères . Néanmoins, au nom de Colin, Louis Baur a continué à conclure des accords avec les dirigeants locaux voisins, dont les zones étaient considérées comme indépendantes de la zone d'influence française adjacente. Colin se tourna de nouveau vers Bismarck en octobre 1884 avec le soutien de Hohenlohe-Langenburg. Ce n'est que sous la protection du Reich, selon Colin, qu'une société commerciale du sud de l'Allemagne fondée sur la Dubreka aurait une chance de succès. Sous l’impression d’investisseurs bien connus, de la possibilité d’un accès au haut Niger et, surtout, de la perspective d’un « objet de compensation » dans le cadre d’un accord avec la France, Bismarck a également accepté cette deuxième demande. Début janvier 1885, les pays côtiers de Kapitaï et de Koba sont officiellement placés sous la protection de l'Empire et la fondation d'une colonie allemande – comme c'est le cas à la même époque dans d'autres régions d'Afrique de l'Ouest – semble scellée. Les auteurs friands de colonialisme appelaient également la région revendiquée Colinsland,. Colin fonde désormais la société Friedrich Colin, German-African Business à Hambourg, qui voit le jour à Francfort-sur-le-Main en mars 1885. Colin a transféré l'agence générale à la société hambourgeoise G.W. Loup.
En juin 1885, Colin se rend de nouveau à Baur, à la succursale de Boulbiné. La tentative de promouvoir économiquement la fondation de la colonie échoua bientôt en raison de la diplomatie franco-allemande : en décembre 1885, l'Allemagne céda Kapitaï et Koba à la France en échange de la cession du territoire du Togo . Désormais, les succursales de Colin sont situées en territoire colonial français. L'accord franco-allemand du 24 décembre 1885 précise précisément les droits et avantages que l'État français accorde à la société Colins à la demande du gouvernement allemand. Les demandes comprenaient la protection de la propriété, la reconnaissance des droits privés, l'égalité avec les entreprises françaises similaires et l'assurance du même régime douanier que dans les régions voisines. L'accord était avantageux à la fois pour l'État français et pour l'entreprise de Colin, car les usines étaient rentables, de sorte que les droits de douane payés par elles représentaient bientôt plus de la moitié des recettes douanières de Dubreka. En 1888, l'entreprise reçut une compensation du gouvernement après que des navires de guerre français eurent endommagé l'une des usines alors qu'ils combattaient contre la population locale. L'entreprise a néanmoins continué à exister, employant des employés allemands et a existé jusque vers 1908,,.
On sait peu de choses sur la biographie ultérieure de Colin : en 1890, il brigue un siège au Conseil colonial, ce qui semble sans succès. En 1896, il tente en vain d'obtenir la nationalité française. À partir de 1889, son adresse privée figurait dans les carnets d'adresses de Hambourg. En juillet 1912, il se désinscrit à Hambourg et donne Fribourg-en-Brisgau comme nouveau lieu de résidence.

### Famille
Le 19 juillet 1873, Colin épouse à Spire Marie Elise Henriette Regnault, de Spire,. Ils ont deux filles, Marie Blanche Colin, née le 15 octobre 1875 à Gorée au Sénégal, et Élise Madeleine Colin, née le 19 mars 1884 à Stuttgart.